# Cole Palmer
Cole Palmer (ur. 6 maja 2002 w Manchesterze) – angielski piłkarz, występujący na pozycji pomocnika w angielskim klubie Chelsea oraz w reprezentacji Anglii.
Absolwent akademii Manchesteru City, Palmer zadebiutował w klubie w 2020 roku, a później był częścią ich drużyny, która wygrała kontynentalny triumf w Premier League, FA Cup i Lidze Mistrzów UEFA w 2023 roku. Podpisał kontrakt z Chelsea w 2023 roku za opłatą w wysokości 40 milionów funtów i miał przełomowy debiutancki sezon, w którym został nagrodzony kilkoma nagrodami, w tym zarówno PFA Fans' Player of the Year, jak i Young Player of the Year.
Palmer reprezentował Anglię na różnych poziomach młodzieżowych, w tym wygrał Mistrzostwa Europy UEFA Under-21 w 2023 roku, zanim zadebiutował w seniorach w tym samym roku. Reprezentował swój kraj na UEFA EURO 2024, zdobywając wyrównującą bramkę w finale.
8 października 2024 roku Palmer został wybrany Piłkarzem Roku w reprezentacji Anglii w sezonie 2023/24.

## Sukcesy

### Manchester City
- Mistrzostwo Anglii: 2022/23
- Puchar Anglii: 2022/23(inne języki)
- Liga Mistrzów UEFA: 2022/23
- Superpuchar Europy: 2023

### Anglia U21
- Mistrzostwa Europy U-21 w piłce nożnej: 2023[5]

### Indywidualne
- Piłkarz Roku w Anglii : 2023–24[6]
- Nagroda London Football Awards dla Młodego Piłkarza Roku: 2024[7]
- Piłkarz sezonu Chelsea : 2023–24[8]
- Piłkarz Roku według Kibiców PFA : 2023–24[9]
- Młody Zawodnik Roku PFA : 2023–24[10]